# ماريو روزاس
ماريو روزاس (بالإسبانية: Mario Rosas) (22 مايو 1980 بمالقة في إسبانيا - ) هو لاعب كرة قدم إسباني في مركز الوسط. شارك مع منتخب إسبانيا تحت 16 سنة لكرة القدم ومنتخب إسبانيا تحت 17 سنة لكرة القدم ومنتخب إسبانيا تحت 18 سنة لكرة القدم. أما مع النوادي، فقد لعب مع ديبورتيفو ألافيس وريال مورسيا ونادي إيركوليس ونادي برشلونة ب ونادي برشلونة ونادي جيرونا ونادي خزر لنكران ونادي سالامانكا ونادي قادش ونادي كاستييون ونادي هويسكا ونومانسيا ونادي إلدنس.

## وصلات خارجية
- ماريو روزاس على موقع قاعدة بيانات كرة القدم.إي يو (الإنجليزية)
- ماريو روزاس على موقع Soccerway.com (الإنجليزية)
- ماريو روزاس على موقع عالم كرة القدم.نت (الإنجليزية)
- ماريو روزاس على موقع AS.com (الإسبانية)